# Szczegły (obwód królewiecki)
Szczegły (ros. Щеглы) – osiedle w Rosji, w obwodzie królewieckim, w rejonie czerniachowskim. W 2010 liczyło 270 mieszkańców.